# 32213 Joshuachoe
32213 Joshuachoe este o planetă minoră (asteroid), cu un diametru de 3,528 km, din centura de asteroizi. A fost descoperită pe 23 iulie 2000 la Experimental Test Site⁠(d) de Lincoln Near-Earth Asteroid Research. 
Obiectul prezintă o orbită caracterizată de o semiaxă mare de 2,8829865 UAi, o excentricitate de 0,04, o înclinație de 1,20586 ° în raport cu ecliptica.